# Irene (pintora)
Irene (en grec, Ἐιρήνη; Grècia, fl. 200 aC), també referida com a Eirene o Yrenes, va ser una pintora de l'antiga Grècia i considerada una de les sis dones artistes de l'antiguitat segons Plini el Vell, juntament amb les pintores Timareta, Calipso, Aristarete, Iaia de Cízic i Olímpia.

## Biografia
La breu ressenya biogràfica de Timareta que es coneix avui dia ve donada per les referències d'altres autors al llarg de la història. Filla i deixeble de l'il·lustrador Cratí, aquest li hauria ensenyat l'art pictòric pel qual es va fer famosa.
Plini el Vell li atribueix a la seva obra Naturalis Historia una taula pintada que representava a una dona i que va estar situada a Eulesis, a la regió grega d'Àtica. També hi esmenta altres representacions pictòriques de Prosèrpina, l'oceànide o nimfa Calipso, una dona vella, un gladiador (o bé joglar) de nom Teodor i el ballarí Alcístenes. Durant el Renaixement, Giovanni Boccaccio també va recuperar-ne detalls a De mulieribus claris, malgrat que se sospita que podria haver barrejat aspectes de diverses biografies de Plini El Vell —tot conferint-li moltes altres obres.